# Sân bay North Ronaldsay
Sân bay North Ronaldsay (IATA: NRL, ICAO: EGEN) là một sân bay có cự ly 28 km về phía đông bắc của Kirkwall, Orkney Islands, Scotland.

## Các hãng hàng không và tuyến bay
- Loganair (Eday, Kirkwall, Stronsay)